# تاريخ مفقود
التاريخ المفقود يشير إلى أشياء هامة كثيرة فُقدت على مر التاريخ، الأمر الذي ألهم علماء الآثاروالباحثين عن الكنوز في شتى أنحاء العالم لمحاولة العثور عليها. ويُعد وجود بعض هذه الأماكن أو الأشياء، ولا سيما تلك التي تعود إلى التاريخ القديم، أسطوريًا ويبقى محل شك.

## الأشياء التي كانت مفقودة في السابق
- The آر إم إس تيتانيك ' (فقدت عام 1912، وتم العثور عليها في عام 1985)
- جيوش فاروس المفقودة (معركة غابة تويتوبورغ) (آخر مرة شوهدت فيها عام 15 ميلادي، تم العثور عليها عام 1987)
- المدن الرومانية بومبي (Pompeii) وهركولانيوم (Herculaneum) وستبابي (Stabiae) وأوبلونتيس (Oplontis) التي دُفنت جميعها في جبل فيزوف. (فُقدت في عام 79 ميلادي، وأعيد اكتشافها عام 1748)
- مدينة طروادة القديمة (التي تم العثور عليها من قِبل هاينريش شليمان، على الرغم من الجدل القائم حول هذا الأمر) (تم العثور عليها في سبعينيات القرن الثامن عشر؛ وفقدت ما بين القرن الثاني عشر - القرن الرابع عشر قبل الميلاد)
- شفينة الكنوز الإسبانية نيوسترا سينورا دي أتوشا (Nuestra Senora de Atocha).

## الأشياء التي لا تزال مفقودة
- كتاب حروب الرب، وهو كتاب غير كنسي يُحتمل كتابته من قِبل موسى، وبني إسرائل وفقًا كتاب ياشر
- سفينة نوح&nbsp؛– سفينة الكتاب المقدس
- تابوت العهد – مستودع توراتي خاص بـ الوصايا العشر
- القبائل العشر المفقودة من بني إسرائيل، التي فُقدت بعد غزو آشور في عام 722 قبل الميلاد
- جيش قمبيز المفقود — جيش قوامه 50000 جندي كان قد اختفى في عاصفة رملية في الصحراء المصرية (فُقد عام 525؟ قبل الميلاد)
- جزيرة أتلانتس التي وصفها أفلاطون (Plato) قبل الميلاد
- الحوارات المفقودة لأرسطو (322 قبل الميلاد)
- الكأس المقدسة — الكأس التوراتية
- مستعمرة روانوك بجزيرة روانوك، كارولاينا الشمالية (فُقدت ما بين عامي 1587-1588) تلاشي مستوطنو أول مستعمرة إنجليزية في العالم الجديد؛ تاركين مستوطنة مهجورة وكلمة "Croatoan"، وهي اسم إحدى الجزر المجاورة، التي كانت منحوتة على إحدى الأماكن.
- سفينة الصحراء المفقودة
- حفرة المال في جزيرة أوك
- سفينة الماهوغاني — حطام سفينة قديمة بالقرب من وارنامبول، فيكتوريا (أستراليا) (آخر مرة شوهدت فيها كانت عام 1880)
- منجم الذهب الهولندي المفقود (فُقد عام 1891)
- الصولجان البرلماني الخاص بـفيكتوريا (فُقد عام 1891)
- غرفة الكهرمان (فُقدت عام 1941?)[1]
- أميليا إيرهارت (Amelia Earhart) وطائرتها (فُقدت عام 1937)[1]
- الرحلة 19لطائرة تدريب عسكري خلال حقبة الحرب العالمية الثانية (فُقدت عام 1945)
- كأس العالم التابع للاتحاد الدولي لكرة القدم كأس العالم الذي يحمل اسم جول ريميه (فُقد عام 1983)
- الكويكبات والكواكب المفقودة، التي فُقدت بعد اكتشافها (بفعل أحداث متعددة) — وتم إعادة اكتشاف بعضها لكن لا يزال البعض الآخر مفقودًا